# Kamienna (dopływ Biebrzy)
Kamienna – struga, dopływ Biebrzy. Wypływa na wysokości około 172 m we wsi Suchodolina, uchodzi do Biebrzy we wsi Stara Kamienna na wysokości 118 m jako jej lewy dopływ. Zlewnia Kamiennej znajduje się w województwie podlaskim, w powiecie sokólskim. Jest to typowa, silnie meandrująca struga nizinna spływająca z obszaru wysoczyzny w basenie górnej Biebrzy.